# Xyris laxiflora
Xyris laxiflora är en gräsväxtart som beskrevs av Ferdinand von Mueller. Xyris laxiflora ingår i släktet Xyris och familjen Xyridaceae. Inga underarter finns listade i Catalogue of Life.